# Chapelle de Vonnes de Châtel
La Chapelle de Vonnes est une chapelle catholique située dans la commune de Châtel, dans le département de la Haute-Savoie.

## Historique
La chapelle fut édifiée en 1630 et placée sous les vocables de Notre-Dame-des-Neiges, saint Bernard et saint Martin.